# L'Espunyola
L'Espunyola est une commune d'Espagne de la communauté de Catalogne en Espagne, située dans la Province de Barcelone. Elle appartient à la comarque de Berguedà.